# Pamětní medaile 7. střeleckého tatranského pluku
Pamětní medaile 7. střeleckého tatranského pluku, je pamětní medaile, která byla založena v roce 1947 při příležitosti 30. výročí vzniku této jednotky..